# 広橋総光
広橋総光（ひろはし もりみつ、天正8年（1580年）8月7日 - 寛永6年（1629年）9月14日）は、戦国時代から江戸時代前期にかけての公卿。

## 官歴
- 天正12年（1584年）：従五位上、侍従
- 天正15年（1587年）：正五位下
- 慶長元年（1596年）：権右少弁、蔵人
- 慶長3年（1598年）：正五位上
- 慶長4年（1599年）：左少弁
- 慶長6年（1601年）：右中弁、造興福寺長官
- 慶長9年（1604年）：左中弁、蔵人頭、正四位下
- 慶長10年（1605年）：正四位上
- 慶長14年（1609年）：右大弁、参議
- 慶長16年（1611年）：従三位
- 慶長17年（1612年）：権中納言
- 慶長18年（1613年）：正三位
- 元和4年（1618年）：権大納言
- 元和5年（1619年）：従二位
- 元和6年（1620年）：正二位
- 寛永2年（1625年）：踏歌節会内弁

## 系譜
- 父：広橋兼勝
- 母：烏丸光康の娘
- 弟：油小路隆基
- 弟：鷲尾隆量
- 子：広橋兼賢
- 子：竹屋光長
- 子：日野西総盛
- 子：西大路隆卿
- 子：日野西光氏